# Havik 25
Havik 25 is een rijksmonument aan de stadsgracht Havik in Amersfoort. Het huis heeft een zware halsgevel met bakstenen pilasters. De gevel is versierd met gebeeldhouwde natuurstenen vleugelstukken, gebeeldhouwde guirlandes en cartouches. Op de gevel staat MDCLXIIII (1664). Het heeft een inhoud van 506 m³. Het totale oppervlak bedraagt 191 m². De gevel is van het "gedrongen Vingboons-type".

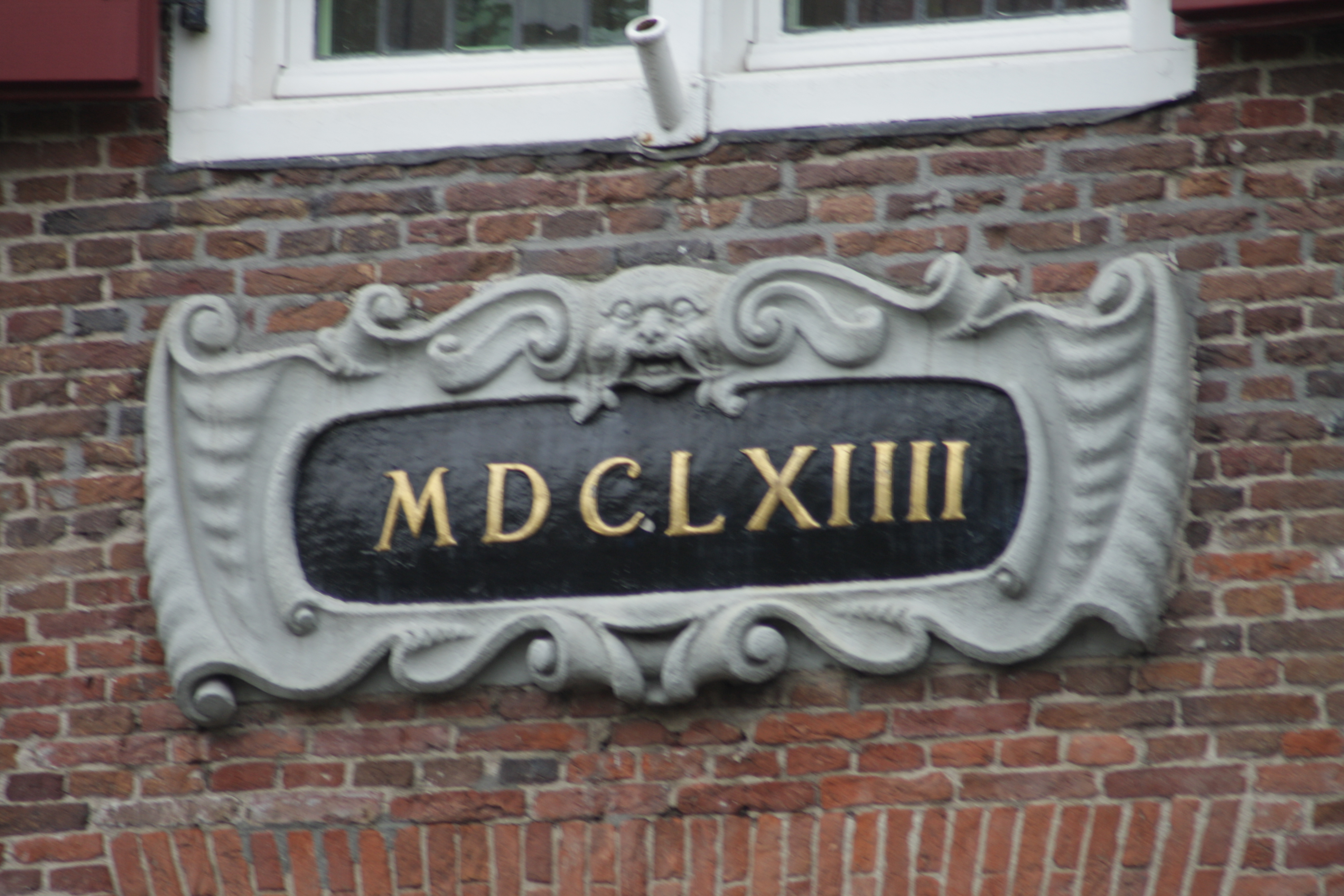
Jaartal op de gevel

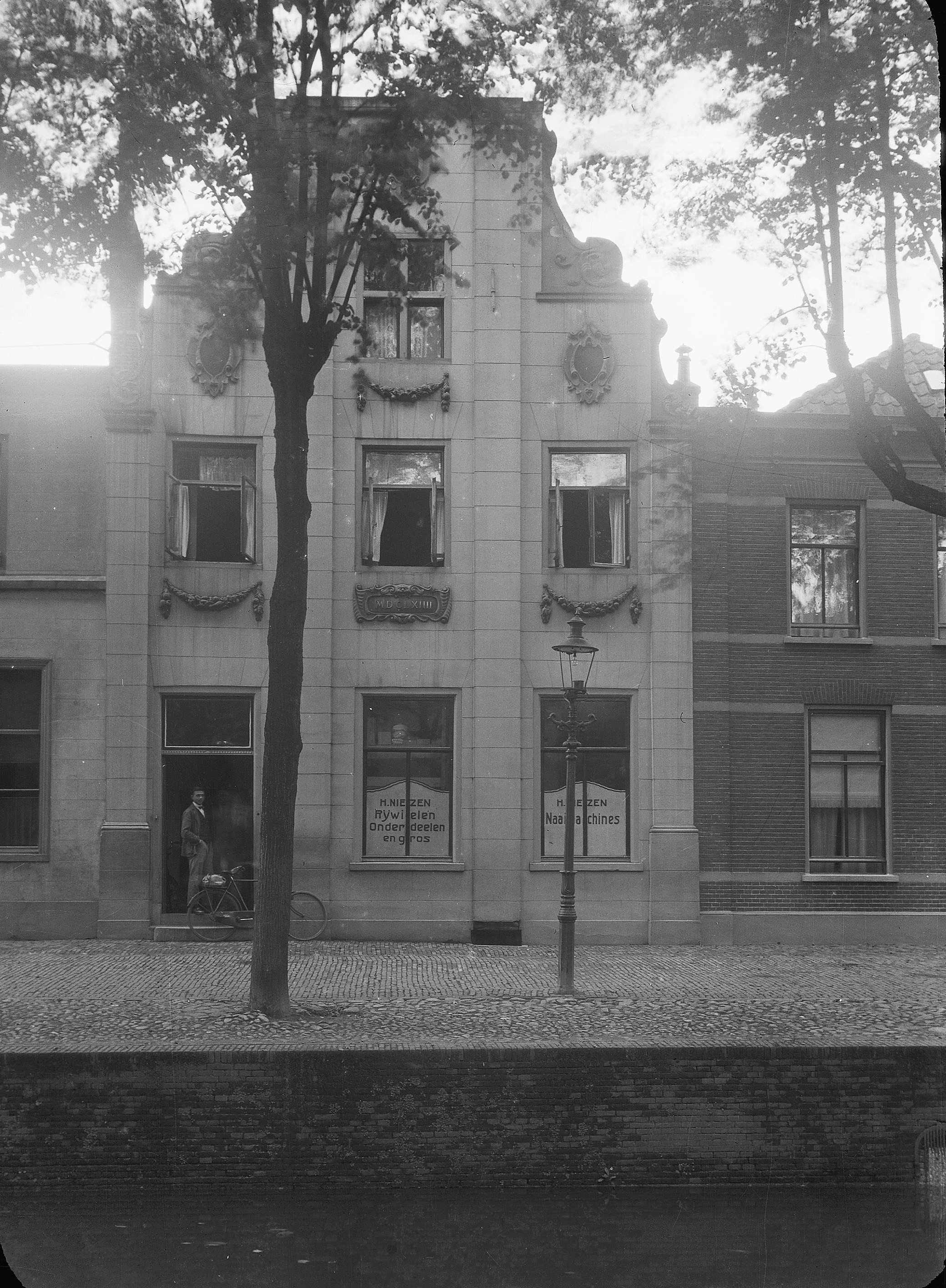
Uiterlijk in 1927

Begin 20e eeuw was het pand licht van kleur. In 1927 was er een fietsenzaak in gevestigd (zie foto links). Van 1939-2009 was het een korpszaal van het Leger des Heils.
De straatnaam 'Havik' wordt traditioneel verklaard als 'havenwijk': het gebied rond de middeleeuwse haven van Amersfoort. De oudste vermelding is van 1390 (terwijl al in 1351 een zekere Jacob van Havik wordt vermeld).  Op de kaart van Blaeu van Amersfoort (circa 1645) wordt de plaats aangeduid als: 'Op Havick'. Een andere verklaring voor de naam zou kunnen zijn: vik= bocht en (h)a= water, dus: gebogen waterloop.